# Liste der Bischöfe von Sagone
Die folgenden Personen waren Bischöfe von Sagone (Korsika, heute zu Frankreich):
- 1297–1306: Bonifazio
- 1306–1323: Guarino
- 1323–1328: Guglielmo da Villanova
- 1328–1331: Antonio
- 1331: Jacopo (Jacobus)
- 1343: Pagano
- 1344–1352: Bernardo
- 1352–1361: Gualterio
- 1391–1411: Pietro Guascone
- 1411: Michele Bartoli
- 1419–1432: Jacopo II. de Ordinis
- 1432–1434: Gabriel
- 1434–1438: Lorenzo de’ Cardi
- 1438–1443: Valeriano de Calderinis
- 1466–1474: Domenico Boeri
- 1479–1481: Lorenzo II. Regina
- 1479–1480: Giacomo Mancozo
- 1481–1483: Guglielmu II. da Speloncata
- 1483–0000: Lorenzo III.
- 1509–1528: Agostino Fieschi
- 1528–1544: Imperiale Doria
- 1544–1545: Eduardo Cicada
- 1545–1550: Giammaria Buttinoni
- 1551: Gerolamo Buttinoni
- 1552–1562: Gerolamo Buttinoni
- 1567–1577: Gerolamo II. Leoni
- 1578–1585: Cesare Contrado
- 1585–1606: Giuseppe Gordoni
- 1602–1626: Pietro II. Lomellini
- 1625–1631: Sebastiano Albani
- 1632–1635: Gin Stefano Siri
- 1635–1639: Benedetto Rezzani
- 1640–1655: Raffaele Pizzurno
- 1655–1657: Giambattista Federici
- 1657–1658: Paolo Maria Spinola
- 1658–1676: Marzio de Marini
- 1678–1687: Antonio de' Marini
- 1688–1714: Giambattista II. Costa
- 1714–1726: Giandomenico Cavagnari
- 1726–1741: Pier Maria Giustiniani
- 1741–1751: Paulo Maria II. Mariotti
- 1751–1765: Giuseppu Maria Massoni
- 1770–1772: Angelo Edoardo Stefanini,[1] † 1775
- 1773–1801: Matteo Guasco